# 工芸菓子

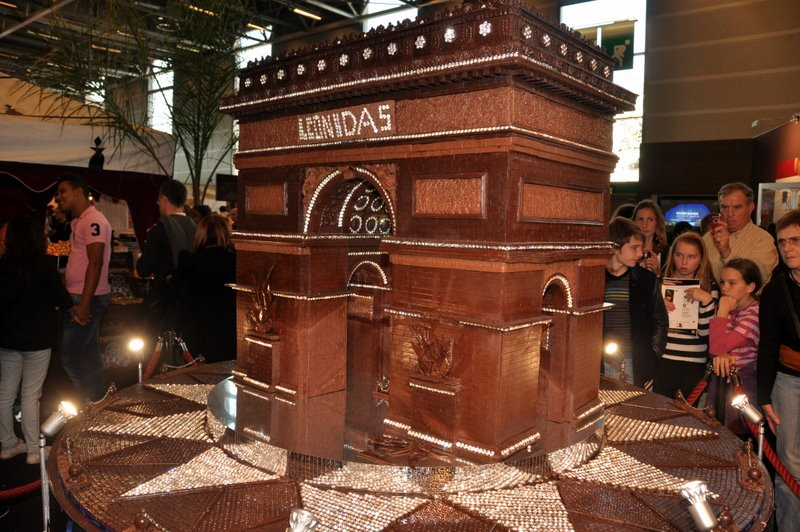
チョコレートを使った工芸菓子（ピエス・モンテ）の例

工芸菓子（こうげいがし）は、菓子の材料を使って製作される展示・観賞用の造形作品のこと。店舗の装飾や宴席・イベントなどのために製作される。食用に作られるものではないが、すべて菓子材料で作ることが第一条件とされており、製作に高度な技術を要するものである。洋菓子ではピエス・モンテ（仏:pièce montée）とも呼ばれ、ウェディングケーキやクロカンブッシュなど食用とするものも含まれる。ピエスは小片・部品、モンテは「はめ込まれた」の意である。

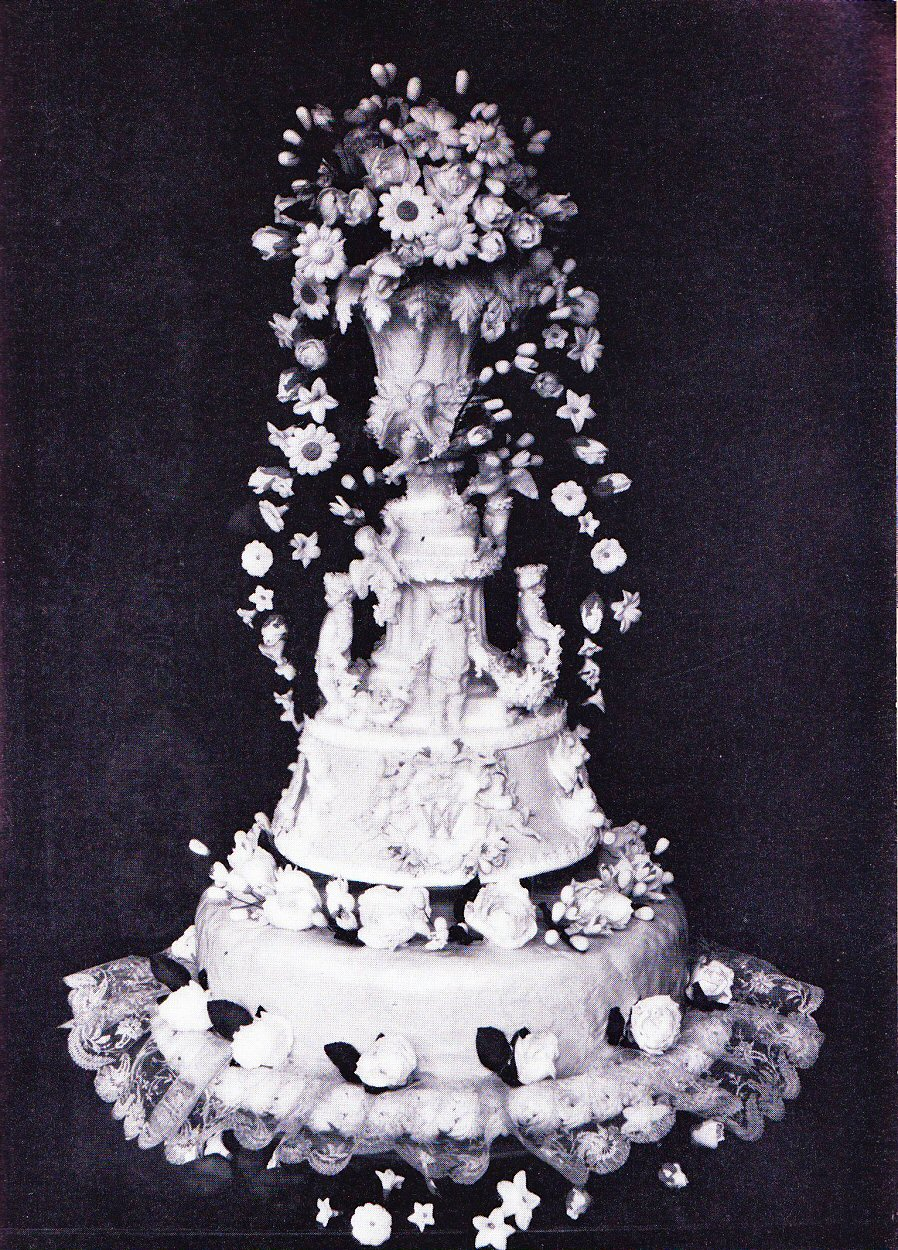
ウィルヘルミナ (オランダ女王)のウェディングケーキ(Willem Berkhoff作)

材料は和菓子では糝粉や金花糖、雲平、有平糖、洋菓子ではマジパン、グラスロワイヤル、チョコレート、ヌガティーヌ（水飴をカラメル化させアーモンドを加えたもの）など。和菓子の分野では山水、花鳥が写実的に表現されるが、洋菓子では城・塔など建築物が多く、他にも人物・道具など多様なモチーフが採用されている。現代のピエス・モンテではパスティヤージュ（砂糖、卵白、ゼラチン等をあわせて練ったもの）に飴細工を加えてつくる抽象的なデザインのものも多い。
日本の鑑賞用菓子の歴史は、江戸時代、元禄 - 享保のころに大奥で鑑賞された「献上菓子」にはじまる。明治時代には白砂糖が輸入されるようになって雲平（白砂糖にヤマノイモなどをまぜて練ったもの）が作られるようになり、雲平生地の砂糖細工の技術が発達していった。洋菓子のピエス・モンテは、ナポレオンに仕えたルボーという名の菓子職人が考案したとされている。その後、19世紀前半に活躍し天才料理人と言われたアントナン・カレームは、建築の一分野としての菓子をうたい、数多くのピエス・モンテのデッサンを発表し実際に制作した。

## 関連文献
- 『和菓子技法 第7巻 工芸菓子・引き菓子』主婦の友社、1989年。
- 『菓子の細工―工芸菓子とデコレーションの技術』柴田書店、2008年。